# حداقل غلظت آلوئولی
حداقل غلظت آلوئولی (به انگلیسی: Minimum Alveolar .Concentration) یا به اختصار MAC عبارت است از میزان دارویی از ماده بیهوش کننده است که در ۵۰٪ بیماران از پاسخ به تحریک دردناک جلوگیری می‌کند.
از این اصطلاح برای سنجیدن میزان قدرت و توان داروهای بیهوشی استنشاقی استفاده می‌شود. MAC برای اولین بار در سال ۱۹۶۵ معرفی شد. در واقع MAC میزان متوسط دارو را بیان می‌کند. اما در مقالات به عنوان حداقل میزان دارو بیان شده‌است. هرقدر میزان MAC یک داروهای بیهوشی استنشاقی کمتر باشد آن دارو قویتر است.

## تعریف دقیق
حداقل غلظت آلوئولی، غلظتی از داروهای بیهوشی استنشاقی (که بر اساس میزانی از یک اتمسفر بیان می‌شود) است که از حرکت بیمار در پاسخ به تحریک دردناک ناشی از جراحی در ۵۰ درصد موارد جلوگیری می‌کند. این اندازه‌گیری در حالت ماندگار انجام می‌شود، با این فرض که تعادل لازم بین داروهای بیهوشی استنشاقی در آلوئول و خون و مغز به وجود آمده است.
MAC به عنوان یک روش مناسب برای اندازه‌گیری قدرت و توان داروهای بیهوشی استنشاقی پذیرفته شده‌است زیرا  برای گونه‌های مختلف و در شرایط مختلف ثابت مانده است.

## تغییر در حداقل غلظت آلوئولی
حداقل غلظت آلوئولی ممکن است در شرایط فیزیولوژیکی و پاتولوژیکی متفاوت تغییر کند. MAC در نوزادان بالاتر و در افراد مسن کمتر از حد نرمال است. همچنین این میزان در شرایطی مانند هیپرترمی، هایپرناترمی و کسانی که به صورت مزمن مصرف‌کننده الکل هستند افزایش می‌یابد. اما در مقابل شرایطی مانند هیپوترمی، فشار خون پایین و بارداری موجب کاهش این میزان می‌شود.

در حین بیهوشی جنسیت، قد و وزن بیمار تأثیر کمی روی MAC دارد. همچنین داروهای مخدر و آرام‌بخش که به عنوان داروهای کمکی در بیهوشی استفاده می‌شوند نیز سبب کاهش حداقل غلظت آلوئولی می‌شوند.

باید در نظر داشت که اثر MAC تجمیع شونده است، به عنوان مثال زمانی که از داروی X با حداقل غلظت آلوئولی ۰٫۳ و از داروی Y با حداقل غلظت آلوئولی ۱ استفاده می‌کنید، MAC مورد استفاده شما برابر با ۱٫۳ است.

همچنین استفاده از دی نیتروژن مونوکسید باعث کاهش استفاده از سایر داروهای بیهوشی می‌شود.

## حداقل غلظت آلوئولی متداول
حداقل غلظت آلوئولی متداول در یک فرد ۴۰ ساله به شرح زیر است:
- دی نیتروژن مونوکسید - ۱۰۴
- زنون - ۷۲
- دسفلوران - ۶٫۶
- دی‌اتیل اتر - ۳٫۲
- سووفلوران - ۱٫۸
- انفلوران - ۱٫۶۳
- ایزوفلوران - ۱٫۱۷
- هالوتان - ۰٫۷۵
- کلروفرم - ۰٫۵
- متوکسی فلوران - ۰٫۱۶